# Jan Myšák
Jan Myšák (né le 24 juin 2002 à Litvínov en Tchéquie) est un joueur professionnel tchèque de hockey sur glace. Il évolue au poste d'attaquant.

## Biographie

### Carrière en club
Formé au HC Litvínov, il débute dans l'Extraliga en 2018. Il évolue également pour les Bulldogs de Hamilton de la Ligue de hockey de l'Ontario (LHO) au cours de la saison 2019-2020. Myšák est repêché au 48e rang au total par les Canadiens de Montréal lors du Repêchage d'entrée dans la LNH 2020. En 2021, il évolue comme joueur de centre pour le Rocket de Laval dans la Ligue américaine de hockey. 
Le 7 mars 2024, il est échangé aux Ducks d'Anaheim contre Jacob Perreault. 

### Carrière internationale
Il représente la Tchéquie au niveau international. Il prend part aux sélections jeunes.

## Statistiques

### En club
| Saison    | Équipe               | Ligue     |    | Saison régulière | Saison régulière | Saison régulière | Saison régulière | Saison régulière |   | Séries éliminatoires | Séries éliminatoires | Séries éliminatoires | Séries éliminatoires | Séries éliminatoires |
| Saison    | Équipe               | Ligue     | PJ | B                | A                | Pts              | Pun              | PJ               | B | A                    | Pts                  | Pun                  |                      |                      |
| 2018-2019 | HC Litvínov          | Extraliga | 31 | 3                | 4                | 7                | 2                | -                | - | -                    | -                    | -                    |                      |                      |
| 2019-2020 | HC Litvínov          | Extraliga | 26 | 5                | 4                | 9                | 2                | -                | - | -                    | -                    | -                    |                      |                      |
| 2019-2020 | Bulldogs de Hamilton | LHO       | 25 | 15               | 10               | 25               | 10               | -                | - | -                    | -                    | -                    |                      |                      |
| 2020-2021 | HC Litvínov          | Extraliga | 11 | 0                | 1                | 1                | 14               | -                | - | -                    | -                    | -                    |                      |                      |
| 2020-2021 | Rocket de Laval      | LAH       | 22 | 2                | 0                | 2                | 0                | -                | - | -                    | -                    | -                    |                      |                      |
| 2021-2022 | Bulldogs de Hamilton | LHO       | 61 | 34               | 30               | 64               | 6                | 17               | 4 | 7                    | 11                   | 4                    |                      |                      |
| 2022-2023 | Rocket de Laval      | LAH       | 40 | 5                | 4                | 9                | 8                | -                | - | -                    | -                    | -                    |                      |                      |
| 2023-2024 | Rocket de Laval      | LAH       | 48 | 13               | 7                | 20               | 20               | -                | - | -                    | -                    | -                    |                      |                      |

### En équipe nationale
| Année | Compétition                          |   | PJ | B | A | Pts | Pun | +/-             |  | Résultat |
| 2019  | Championnat du monde moins de 18 ans | 5 | 0  | 3 | 3 | 0   | +1  | Sixième place   |  |          |
| 2019  | Coupe Hlinka-Gretzky                 | 4 | 2  | 0 | 2 | 0   | +1  | Cinquième place |  |          |
| 2020  | Championnat du monde junior          | 5 | 1  | 1 | 2 | 2   | 0   | Septième place  |  |          |
| 2021  | Championnat du monde junior          | 5 | 2  | 1 | 3 | 0   | 0   | Septième place  |  |          |
| 2022  | Championnat du monde junior          | 7 | 5  | 3 | 8 | 0   | 3   | Qutarième place |  |          |